# NGC 3809
NGC 3809 ist ein linsenförmiger Blazar vom Hubble-Typ S0 im Sternbild Großer Bär am Nordsternhimmel. Sie ist schätzungsweise 158 Millionen Lichtjahre von der Milchstraße entfernt und hat einen Durchmesser von etwa 45.000 Lichtjahren.  Gemeinsam mit sechs weiteren Galaxien ist sie Mitglied der NGC 3963-Gruppe (LGG 251).
Im selben Himmelsareal befinden sich u. a. die Galaxien NGC 3770, NGC 3796, NGC 3835.
Das Objekt wurde am 20. August 1866 von Heinrich d’Arrest entdeckt.